# San Paolo alla Regola (diaconia)
San Paolo alla Regola (in latino: Titulus Sancti Pauli Apostoli in Arenula) è una diaconia istituita da papa Pio XII il 25 gennaio 1946 con la costituzione apostolica Sancti Hadriani Ecclesia, con la quale, al contempo, sopprimeva la diaconia di Sant'Adriano al Foro.

## Titolari
- Giuseppe Fietta, titolo pro illa vice (15 dicembre 1958 - 1º ottobre 1960 deceduto)
  - Vacante (1960 - 1962)
- Michael Browne, O.P. (19 marzo 1962 - 31 marzo 1971 deceduto)
  - Vacante (1971 - 2010)
- Francesco Monterisi (20 novembre 2010 - 3 maggio 2021); titolo pro hac vice dal 3 maggio 2021